# Rendall Dovecote

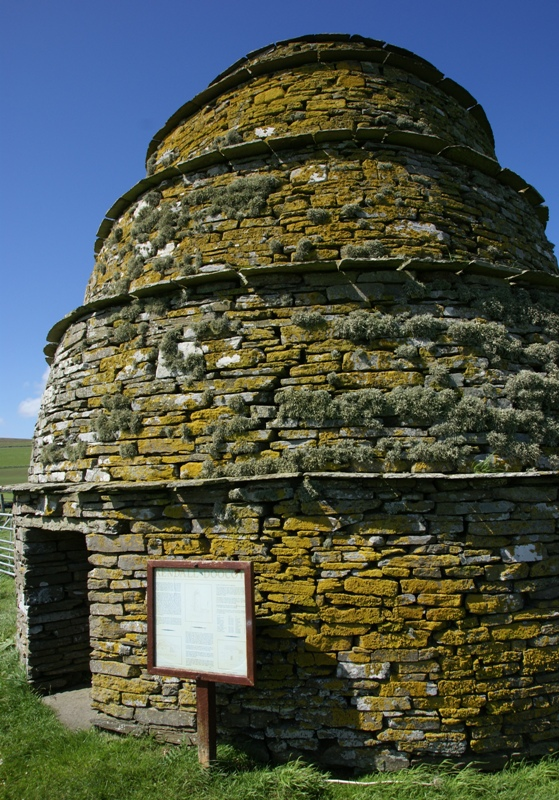
Rendall Dovecote

Rendall Dovecote is een 17e-eeuwse duiventil gelegen 11 km ten noorden van Finstown op Mainland, Orkney (Schotland).
De gerestaureerde duiventil was oorspronkelijk gebouwd door de familie die woonde in de Hall of Rendall. De duiventil is rond en voorzien van vier uitstekende randen om de toren heen om ervoor te zorgen dat ratten niet langs de muur naar boven kunnen klimmen. De nestplaatsen voor de duiven zijn gevormd door uitsparingen in de muren. De vogels kunnen de duiventil binnenkomen via het dak.

## Beheer
De Rendall Dovecote wordt beheerd door de Orkney Islands Council.